# Campeonato Africano de Atletismo de 2018
El XXI Campeonato Africano de Atletismo se celebró del 1 al 5 de agosto de 2018 en la ciudad de Asaba, Nigeria. La sede de la competición fue el Estadio Stephen Keshi.

## Resultados

#### Masculino
| Evento                                | Oro                                                                              | Plata                                                                                     | Bronce                                                                                           |
| ------------------------------------- | -------------------------------------------------------------------------------- | ----------------------------------------------------------------------------------------- | ------------------------------------------------------------------------------------------------ |
| 100 m (2 de agosto)                   | Akani Simbine Sudáfrica 10,25                                                    | Arthur Cissé Costa de Marfil 10,33                                                        | Simon Magakwe Sudáfrica 10,35                                                                    |
| 200 m (5 de agosto)                   | Ncincihli Titi Sudáfrica 20,46                                                   | Divine Oduduro Nigeria 20,60                                                              | Luxolo Adams Sudáfrica 20,60                                                                     |
| 400 m (3 de agosto)                   | Baboloki Thebe Botsuana 44,81                                                    | Thapelo Phora Sudáfrica 45,14                                                             | Chidi Okezie Nigeria 45,65                                                                       |
| 800 m (3 de agosto)                   | Nijel Amos Botsuana 1:45,20                                                      | Emmanuel Korir Kenia 1:45,65                                                              | Mostafa Smaili Marruecos 1:45,90                                                                 |
| 1500 m (5 de agosto)                  | Elijah Manangoi Kenia 3:35,20                                                    | Timothy Cheruiyot Kenia 3:35,93                                                           | Ronald Musagala Uganda 3:36,41                                                                   |
| 5000 m (5 de agosto)                  | Edward Zakayo Kenia 13:48,58                                                     | Getaneth Moya Etiopía 13:49,06                                                            | Yemane Haileselassie Eritrea 13:49,58                                                            |
| 10 000 m (1 de agosto)                | Jemar Yimer Etiopía 29:08,01                                                     | Andamlak Belihu Etiopía 29:11,09                                                          | Timothy Toroitich Uganda 29:11,87                                                                |
| 110 m vallas (4 de agosto)            | Antonio Alkana Sudáfrica 13,51                                                   | Oyeniyi Abejoye Nigeria 13,87                                                             | Wellington Zaza Liberia 13,88                                                                    |
| 400 m vallas (3 de agosto)            | Abdelmalik Lahoulou Argelia 48,47                                                | Cornel Fredericks Sudáfrica 49,40                                                         | Zied Azizi Túnez 49,48                                                                           |
| 3000 m obstáculos (3 de agosto)       | Conseslus Kipruto Kenia 8:26,38                                                  | Soufiane El Bakkali Marruecos 8:28,01                                                     | Getnet Wale Etiopía 8:30,87                                                                      |
| 20 km Marcha (5 de agosto)            | Samuel Gathimba Kenia 1:25:14                                                    | Lebogang Shange Sudáfrica 1:25:25                                                         | Hassanine Sebei Túnez 1:25:25                                                                    |
| Salto de altura (3 de agosto)         | Mathew Sawe Kenia 2,30                                                           | Chris Moleya Sudáfrica 2,26                                                               | Mpho Links Sudáfrica 2,15                                                                        |
| Salto con pértiga (4 de agosto)       | Mohamed Romdhana Túnez 5,20                                                      | Valko van Wyk Sudáfrica 5,10                                                              | Mejdi Chehata Túnez 5,10                                                                         |
| Salto de longitud (2 de agosto)       | Rushwahl Samaai Sudáfrica 8,45 RC                                                | Luvo Manyonga Sudáfrica 8,43                                                              | Yahya Berrabah Marruecos 8,14                                                                    |
| Triple salto (4 de agosto)            | Hugues Zango Burkina Faso 17,11                                                  | Godfrey Khotso Mokoena Sudáfrica 16,83                                                    | Yasser Triki Argelia 16,78                                                                       |
| Lanzamiento de peso (1 de agosto)     | Chukwuebuka Enekwechi Nigeria 21,08                                              | Mohamed Khalif · Egipto · 19,33                                                           | Kyle Blignaut Sudáfrica 19,05                                                                    |
| Lanzamiento de disco (2 de agosto)    | Victor Hogan Sudáfrica 60,06                                                     | Werner Visser Sudáfrica 58,22                                                             | Elbachir Mbarki Marruecos 54,97                                                                  |
| Lanzamiento de martillo (4 de agosto) | Mostafa Al-Gamel · Egipto · 73,50                                                | Eslam Mohamed · Egipto · 70,32                                                            | Hassan Abdelgawad · Egipto · 69,90                                                               |
| Lanzamiento de jabalina (5 de agosto) | Julius Yego Kenia 77,34                                                          | Phil-Mar van Rensburg Sudáfrica 76,57                                                     | Kure Adams Nigeria 75,69                                                                         |
| Relevo 4 × 100 m (3 de agosto)        | Sudáfrica Akani Simbine Simon Magakwe Emile Erasmus Henricho Bruintjies 38,25 RC | Nigeria Seye Ogunlewe Usheoritse Itsekiri Enoch Olaoluwa Adegoke Ogho-Oghene Egwero 38,74 | Costa de Marfil Ben Youssef Méité Hua Wilfried Koffi Néhémiah N'Goran Gnamien Arthur Cissé 38,92 |
| Relevo 4 × 400 m (5 de agosto)        | Kenia Aron Koech Alphas Kishoyian Jared Momanyi Ammanuel Korir 3:00,92 RC        | Sudáfrica Zakithi Nene Cornel Fredericks Pieter Conradie Thapelo Phora 3:03,50            | Nigeria Orukpe Eraiyokan Rilwan Alowonle Isah Salihu Chidi Okezie 3:04,88                        |
| Decatlón                              | Larbi Bourrada Kenia 8101 pts.                                                   | Fredriech Pretorius Kenia 7733 pts.                                                       | Samuel Osadolor Kenia 7095 pts.                                                                  |

- RC Récord de campeonato.

#### Femenino
| Evento                                | Oro                                                                                  | Plata                                                                                      | Bronce                                  |
| ------------------------------------- | ------------------------------------------------------------------------------------ | ------------------------------------------------------------------------------------------ | --------------------------------------- |
| 100 m (2 de agosto)                   | Marie-Josée Ta Lou Costa de Marfil 11,15                                             | Janet Amponsah Ghana 11,54                                                                 | Joy-Udo Gabriel Nigeria 11,58           |
| 200 m (5 de agosto)                   | Marie-Josée Ta Lou Costa de Marfil 22,50                                             | Germaine Abessolo Bivina Camerún 23,36                                                     | Janet Amponsah Ghana 23,38              |
| 400 m (3 de agosto)                   | Caster Semenya Sudáfrica 49,96                                                       | Christine Botlogetswe Botsuana 51,19                                                       | Yinka Ajayi Nigeria 51,34               |
| 800 m (5 de agosto)                   | Caster Semenya Sudáfrica 1:56,06                                                     | Francine Niyonsaba Burundi 1:57,97                                                         | Habitam Alemu Etiopía 1:58,86           |
| 1500 m (3 de agosto)                  | Winny Chebet Kenia 4:14,02                                                           | Rababe Arafi Marruecos 4:14,12                                                             | Malika Akkaoui Marruecos 4:14,1         |
| 5000 m (3 de agosto)                  | Hellen Obiri Kenia 15:47,18                                                          | Senbere Teferi Etiopía 15:54,48                                                            | Meskerem Mamo Etiopía 15:57,38          |
| 10 000 m (4 de agosto)                | Stacey Ndiwa Kenia 31:31,17                                                          | Alice Aprot Kenia 31:36,12                                                                 | Gete Alemayehu Etiopía 32:10,68         |
| 100 m vallas (3 de agosto)            | Tobi Amusan Nigeria 12,86                                                            | Rikenette Steenkamp Sudáfrica 13,18                                                        | Rosvitha Okou Costa de Marfil 13,39     |
| 400 m vallas (5 de agosto)            | Glory Nathaniel Nigeria 55,53                                                        | Lamiae Lhabze Marruecos 56,66                                                              | Wenda Nel Sudáfrica 57,04               |
| 3000 m obstáculos (5 de agosto)       | Beatrice Chepkoech Kenia                                                             | Celliphine Chespol Kenia                                                                   | Fancy Cherono Kenia                     |
| 20 km Marcha (5 de agosto)            | Yehualye Beletew Etiopía                                                             | Grace Wanjiru Kenia                                                                        | Chahinez Nasri Túnez                    |
| Salto de altura (5 de agosto)         | Erika Nonhlanhla Seyama Suazilandia                                                  |                                                                                            |                                         |
| Salto con pértiga (2 de agosto)       | Dora Mahfoudhi Túnez 4,10                                                            | Dina Eltabaa · Egipto · 4,05                                                               | Nesrine Brinis Túnez 3,90               |
| Salto de longitud (3 de agosto)       | Ese Brume Nigeria 6,83                                                               | Marthe Koala Burkina Faso 6,54                                                             | Lynique Beneke Sudáfrica 6,38           |
| Triple salto (5 de agosto)            | Grace Anigbata Nigeria 14,02                                                         | Zinzi Chabangu Sudáfrica 13,59                                                             | Lerato Sechele Lesoto 13,31             |
| Lanzamiento de peso (5 de agosto)     | Ischke Senekal Sudáfrica 17,24                                                       | Jessica Inchude Guinea-Bisáu 16,76                                                         | Mieke Strydome Sudáfrica 15,99          |
| Lanzamiento de disco (3 de agosto)    | Chioma Onyekwere Nigeria 58,09                                                       | Chinwe Okoro Nigeria 57,37                                                                 | Ischke Senekal Sudáfrica 53,82          |
| Lanzamiento de martillo (1 de agosto) | Soukaina Zakkour Marruecos 68,28                                                     | Ogunrinde Temilola Nigeria 67,39                                                           | Jennifer Batu República del Congo 66,43 |
| Lanzamiento de jabalina (4 de agosto) | Kelechi Nwanaga Nigeria 56,96                                                        | Jo-An van Dyk Sudáfrica 53,72                                                              | Josephine Lalam Uganda 51,33            |
| Relevo 4 × 100 m (3 de agosto)        | Nigeria Joy-Udo Gabriel B. Okagbare-Ighoteguonor Tobi Amusan Rosemary Chukwuma 43,77 | Costa de Marfil Adeline Gouenon Karel Elodie Ziketh Rosvitha Okou Marie-Josée Ta Lou 44,40 | Kenia 45,58                             |
| Relevo 4 × 400 m (5 de agosto)        | Nigeria Patiente Okon George Abike Egbeniyi Folashade Abugan Yinka Ajayi 3:31,17     | Kenia 3:35,45                                                                              | Zambia 3:38,18                          |
| Heptatlón                             | Odile Ahouanwanou Benín 5999 pts.                                                    | Marthe Koala Burkina Faso 5967 pts.                                                        |                                         |

## Medallero
| Núm. | País                      | Oro | Plata | Bronce | Total |
| ---- | ------------------------- | --- | ----- | ------ | ----- |
| 1    | Kenia (KEN)               | 11  | 7     | 2      | 20    |
| 2    | Sudáfrica (RSA)           | 9   | 14    | 8      | 31    |
| 3    | Nigeria (NGR)             | 9   | 5     | 6      | 20    |
| 4    | Nigeria (NGR)             | 9   | 5     | 6      | 20    |
| 5    | Marruecos (MAR)           | 2   | 3     | 4      | 9     |
| 6    | Etiopía (ETH)             | 2   | 2     | 4      | 8     |
| 7    | Costa de Marfil (CIV)     | 2   | 2     | 2      | 6     |
| 8    | Túnez (TUN)               | 2   | 0     | 5      | 7     |
| 9    | Botsuana (BOT)            | 2   | 1     | 0      | 3     |
| 10   | Egipto (EGY)              | 1   | 3     | 3      | 7     |
| 11   | Burkina Faso (BUR)        | 1   | 2     | 0      | 3     |
| 12   | Benín (BEN)               | 1   | 0     | 0      | 1     |
| 13   | Ghana (GHA)               | 0   | 1     | 0      | 1     |
| 14   | Burundi (BDI)             | 0   | 1     | 0      | 1     |
| 14   | Camerún (CMR)             | 0   | 1     | 0      | 1     |
| 14   | Guinea-Bisáu (GNB)        | 0   | 1     | 0      | 1     |
| 14   | Suazilandia (SWZ)         | 0   | 1     | 0      | 1     |
| 18   | Uganda (UGA)              | 0   | 0     | 3      | 3     |
| 19   | Eritrea (ERI)             | 0   | 0     | 1      | 1     |
| 19   | Liberia (LBR)             | 0   | 0     | 1      | 1     |
| 19   | Lesoto (LES)              | 0   | 0     | 1      | 1     |
| 19   | República del Congo (CGO) | 0   | 0     | 1      | 1     |
| 19   | Zambia (ZAM)              | 0   | 0     | 1      | 1     |

## Controversias
El evento serviría de clasificación para la Copa Continental de la IAAF de 2018, por lo que su relevancia era mayúscula para las delegaciones interesadas en participar. La logística en Asaba fue fuertemente criticada por problemas de organización, tales como el atraso en el arribo de atletas por la vía aérea, dificultades en la entrega de visados internacionales, falta de habitaciones para los atletas o la entrega de acreditaciones a última hora. Dichos percances ocasionaron la cancelación de algunas pruebas en el inicio del campeonato, e incluso el retiro de competencia de la delegación de Tanzania, en repudio por las fallas organizativas. Existieron asimismo críticas por el estado deficiente de la pista atlética.